# WWE Judgment Day
 Der er for få eller ingen kildehenvisninger i denne artikel, hvilket er et problem. Du kan hjælpe ved at angive troværdige kilder til de påstande, som fremføres i artiklen.

Judgment Day var et pay-per-view-show inden for wrestling, produceret af World Wrestling Entertainment. Det var ét af organisationens månedlige shows og blev afholdt i maj fra 2000 til 2009. I oktober 1998 blev den første udgave af showet dog afholdt som en del af In Your House-showene. I 2010 blev showet erstattet af WWE's Over the Limit. 
I forbindelse med WWE's brand extension blev showet gjort eksklusivt til SmackDown-brandet i 2004. Fra 2007 og fremefter var alle WWE's pay-per-view-shows "tri-branded", hvilket betyder, at wrestlere fra alle tre brands (RAW, SmackDown og ECW) deltager i organisationens shows. 

## Resultater

### 2009
Judgment Day 2009 fandt sted d. 17. maj 2009 fra Allstate Arena i Rosemont, Illinois – en forstad til Chicago. Det var den sidste udgave af WWE's Judgment Day.
- Umaga besejrede CM Punk
- ECW Championship: Christian besejrede Jack Swagger
- John Morrison besejrede Shelton Benjamin (med Charlie Haas)
- WWE Intercontinental Championship: Rey Mysterio besejrede Chris Jericho
- WWE Championship: Batista besejrede Randy Orton via diskvalifikation
  - Randy Orton forsvarede VM-titlen trods nederlaget.
  - Efter kampen vendte den 16-dobbelte verdensmester, Ric Flair, tilbage til World Wrestling Entertainment for at hjælpe Batista fra at blive tævet af Randy Ortons The Legacy.
- John Cena besejrede Big Show
- World Heavyweight Championship: Edge besejrede Jeff Hardy

| Sport | Spire Denne artikel om sport er en spire som bør udbygges. Du er velkommen til at hjælpe Wikipedia ved at udvide den. |